# Mont Buxton
Mont Buxton ist ein Verwaltungs-Distrikt der Seychellen auf der Insel Mahé. Er gehört zu den flächenmäßig kleinsten Distrikten im Bereich der Hauptstadtregion Greater Victoria.

## Geographie

Distrikte der Seychellen

Der Distrikt liegt im Zentrum des Nordostzipfels von Mahé. Er wird begrenzt von den Distrikten Beau Vallon, La Rivière Anglaise und Saint Louis. Punktuelle übergänge gibt es zu den Distrikten Anse Etoile im Norden und Bel Air im Süden.
Landschaftsbestimmend ist der Mont buxton, bzw. Beau Vallon im Westen. Der Berghang öffnet sich zur Bucht von Victoria.
Der Distrikt hat den ISO 3166-2-Code SC-04.